# نهر أوايمي
نهر أوايمي هو نهر في شمال شرق كاليدونيا الجديدة . تبلغ مساحته 338 كيلومترًا مربعًا. 